# 米林糙苏
米林糙苏（学名：Phlomis milingensis）为唇形科糙苏属下的一个种。